# Air Rarotonga

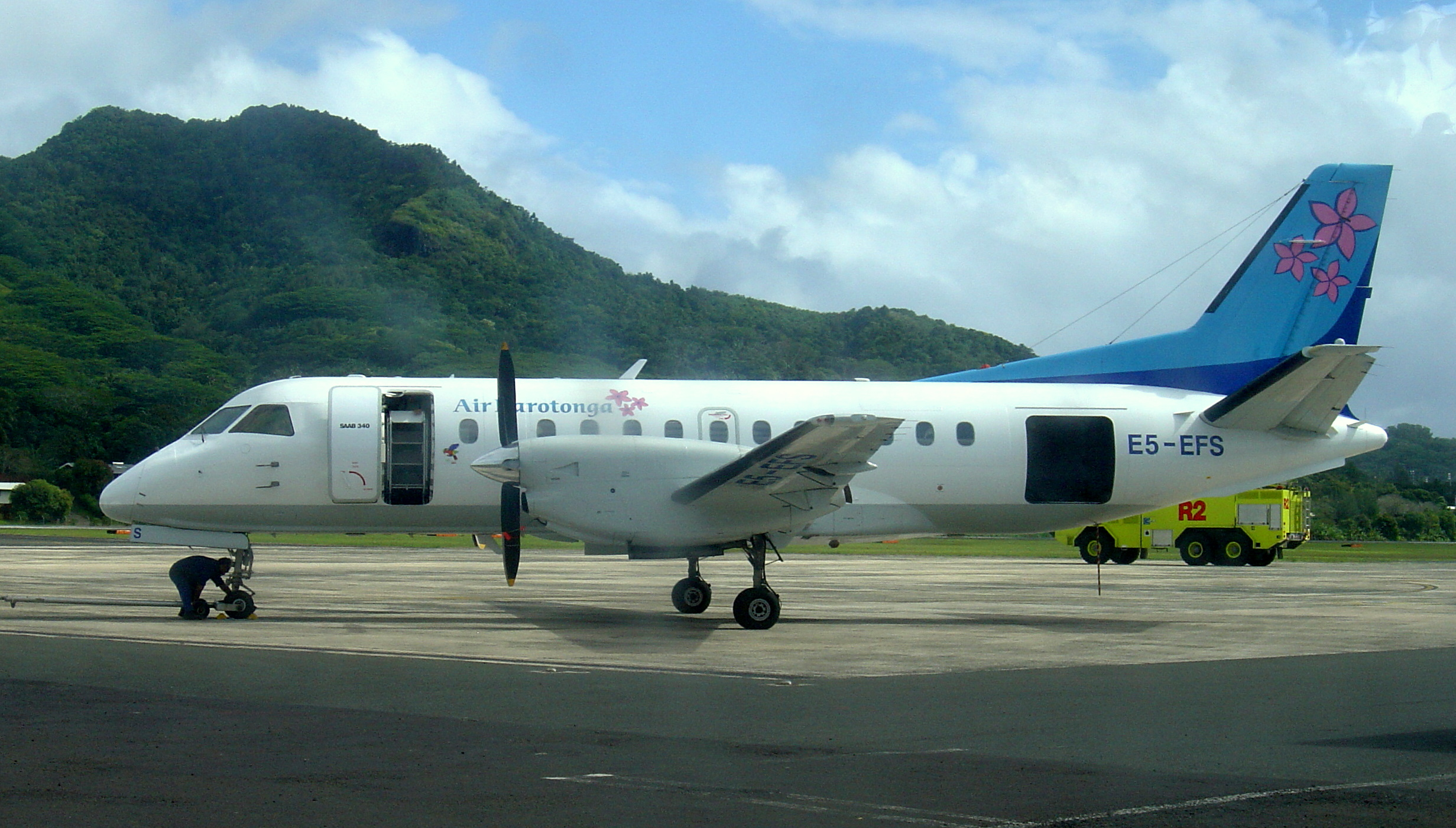
Літак Saab 340 авіакомпанії «Ейр Раротонга» на пероні міжнародного аеропорту Раротонги

Ейр Раротонга (англ. Air Rarotonga) — приватна авіакомпанія Островів Кука, заснована в 1978 році. Здійснює регулярні авіаперельоти між 9 островами архіпелагу Кука (Раротонга, Aitutaki, Атіу, Мітіаро, Мауке, Мангая, Пенрін, Маніхікі і Пукапука) і перельоти на вимогу на Таїті, Ніуе, Тонга і Самоа. Приписаний до Міжнародного аеропорту Раротонга. Щорічно перевозиться до 70 тисяч осіб.
Флот «Ейр Раротонга» включає 6 літаків:
- 3 Embraer EMB-110P1 Bandeirante
- 1 Saab 340A
- 1 Cessna 172
- 1 Piper Twin Comanche